# ماروكينو
ماروكينو (بالفرنسية MAROkino) المولود في مونتريال، كندا في 21 يوليو/تموز 1995، (واسمه بالولادة أحمد) هو رابر كندي من أصل مغربي ويعمل في مونتريال. ويعرف ماروكينو بـ "M.k" (ويلفظ «إم كا» بالفرنسية) وهي الأحرف الأولى من إسمه الفني ماروكينو.
ولد أحمد في عائلة مهاجرة من أبوين مغربيين وله 3 أخوة وأخوات. حظي الرابر وهو يعمل في مجال الموسيقى والراب باللغة الفرنسية منذ عام 2009 بشعبية واسعة عبر أغانيه أونلاين، والانطلاقة كانت مع أغنية Ma Passion وبعدها بأغنية Haters مع أحد أصدقائه الفنيين ويدعى Marvilous. أما أنجح أغانيه وكانت انطلاقته الحقيقية، فكانت بأغنية Droit Chemin. كما افتتح ماروكينو للرابر المغربي الفرنسي Mister You في حفلته في مونتريال.
وبدأت المحطات الإذاعية ومحطة MusiquePlus الكيبيكية المختصة بالموسيقى بإذاعة بعذ نتاجه وفيديو كليبات له. ويعمل ماروكينو على إسطوانة mixtape بعنوان Droit au but.

## الأغنيات
- 2009: Ma Passion
- 2010: Haters مع Marvilous
- 2011: Droit Chemin
- 2011: Summer Hit مع Marvilous
- 2011: ميكساج لأغنية J'regarde en l'air للرابر Mister You
- 2012: Concurence
- 2013: Je ne vais pas lâcher
- 2013: Et Si
- 2014: Mayday

## وصلات خارجية
- الموقع الرسمي www.marokinomk.com
- موقع ساوند كلاود
- موقع يوتيوب